# Pełczyce
Pełczyce é um município da Polônia, na voivodia da Pomerânia Ocidental e no condado de Pełczyce. Estende-se por uma área de 13,07 km², com 2 621 habitantes, segundo os censos de 2016, com uma densidade de 200,5 hab/km².